# Stazione di Cecina
Stazione di Cecina vasútállomás Olaszországban, Cecina településen.

## Vasútvonalak
Az állomást az alábbi vasútvonalak érintik:
- Pisa–Róma-vasútvonal
- Cecina-Volterra-vasútvonal

## Kapcsolódó állomások
A vasútállomáshoz az alábbi állomások vannak a legközelebb:
- Stazione di Vada
- Riparbella railway stop
- Bibbona railway halt